# Velika Plana
Velika Plana (cyr. Велика Плана) – miasto w Serbii, w okręgu podunajskim, siedziba gminy Velika Plana. W 2011 roku liczyło 16 088 mieszkańców.

## Miasta partnerskie
- Budva, Czarnogóra.
- Čazma, Chorwacja.
- Brežice, Słowenia.